# James Newton Howard
James Newton Howard (Los Angeles, Kalifornia, 1951. június 9. –) Grammy- és Primetime Emmy-díjas filmzeneszerző.

## Életpályája
Zeneszerzőként, zenészként és dalszerzőként a filmezés minden szintjét megjárta, és minden filmes műfajban alkotott. Számos díjra jelölték.
Kisgyermek korában kezdett zenét tanulni, és a Santa Barbarai (Kalifornia, USA) Music Academy of the Westre iratkozott be, majd zongoristaként a University of Southern California oklevelét szerezte meg. Az 1970-es évek végén, az 1980-as évek elején Elton John turnéin játszott billentyűsként. Az 1980-as évek közepén fordult a filmzene felé.
A következő évtizedre futott be igazán: 1990-ben a Micsoda nő! (Pretty Woman), majd a Hullámok hercege (Prince of Tides) 1991-ben tették ismertté a nevét. Utóbbiért megkapta az első Oscar-jelölést. Az évtized során több jelölést gyűjtött be legjobb eredeti filmzene kategóriában: A szökevény (The Fugitive, 1993), az  Álljon meg a nászmenet! (My Best Friend's Wedding, 1997), és A sebezhetetlen (Unbreakable, 2000) filmekért. Továbbá 2005-ben A falu (The Village, 2004), 2008-ban pedig a Michael Clayton (2007) című filmek zenei aláfestésével érdemelte ki a legjobb eredeti filmzene jelöléseket, ám eddig egyetlen jelöléssel sem nyert.

## Diszkográfia
- 1974: James Newton Howard
- 1983: James Newton Howard and Friends

## Filmográfia

### Filmek
| Év   | Magyar filmcím                                       | Eredeti cím                                        | Rendező                          |
| ---- | ---------------------------------------------------- | -------------------------------------------------- | -------------------------------- |
| 1985 | Főhivatal                                            | Head Office                                        | Ken Finkleman                    |
| 1986 | Vadmacskák                                           | Wildcats                                           | Michael Ritchie                  |
| 1986 | Egy lépés a halál                                    | 8 Million Way To Die                               | Hal Ashby                        |
| 1986 | Kemény fickók                                        | Tough Guys                                         | Jeff Kanew                       |
| 1986 | Nem vagyok bolond                                    | Nobody's Fool                                      | Evelyn Purcell                   |
| 1987 | Férfias üzlet                                        | Campus Man                                         | Ron Casden                       |
| 1987 | Az ötödik sarok                                      | Five Corners                                       | Tony Bill                        |
| 1987 |                                                      | Russkies                                           | Rick Rosenthal                   |
| 1987 | Az ígéret földje                                     | Promised Land                                      | Michael Hoffman                  |
| 1988 | Saigon – A tiltott zóna                              | Off Limits                                         | Christopher Crowe                |
| 1988 | Lányok                                               | Some Girls                                         | Michael Hoffman                  |
| 1988 |                                                      | Everybody's All-American                           | Taylor Hackford                  |
| 1989 |                                                      | Tap                                                | Nick Castle                      |
| 1989 | A nagy csapat                                        | Major League                                       | David S. Ward                    |
| 1989 | Kereszttűzben / A fogoly                             | The Package                                        | Andrew Davis                     |
| 1990 | Régi idők kocsija                                    | Coupe de Ville                                     | Joe Roth                         |
| 1990 | Micsoda nő!                                          | Pretty Woman                                       | Garry Marshall                   |
| 1990 | Egyenesen át                                         | Flatliners                                         | Joel Schumacher                  |
| 1990 | Halálra jelölve                                      | Marked for Death                                   | Dwight H. Little                 |
| 1990 | Három férfi és egy kis hölgy                         | Three Men and a Little Lady                        | Emile Ardolino                   |
| 1991 | Ne folytassa, felség!                                | King Ralph                                         | David S. Ward                    |
| 1991 | Feketelistán                                         | Guilty by Suspicion                                | Irwin Winkler                    |
| 1991 | A szerelem erejével                                  | Dying Young                                        | Joel Schumacher                  |
| 1991 | A holdember                                          | The Man in the Moon                                | Robert Mulligan                  |
| 1991 | My Girl – Az első szerelem                           | My Girl                                            | Howard Zieff                     |
| 1991 | Grand Canyon – A város szíve                         | Grand Canyon                                       | Lawrence Kasdan                  |
| 1991 | Hullámok hercege                                     | The Prince of Tides                                | Barbra Streisand                 |
| 1992 | Éjféli bunyó                                         | Diggstown                                          | Michael Ritchie                  |
| 1992 | Glengarry Glen Ross                                  | Glengarry Glen Ross                                | James Foley                      |
| 1992 | Amerikai szív                                        | American Heart                                     | Martin Bell                      |
| 1992 | Az éjszaka és a város                                | Night and The City                                 | Irwin Winkler                    |
| 1993 | Életben maradtak                                     | Alive                                              | Frank Marshall                   |
| 1993 | Összeomlás                                           | Falling Down                                       | Joel Schumacher                  |
| 1993 | Dave                                                 | Dave                                               | Ivan Reitman                     |
| 1993 | A szökevény                                          | The Fugitive                                       | Andrew Davis                     |
| 1993 | A sikátor szentje                                    | The Saint of Fort Washington                       | Tim Hunter                       |
| 1994 | Vágyak vonzásában                                    | Intersection                                       | Mark Rydell                      |
| 1994 | Wyatt Earp                                           | Wyatt Earp                                         | Lawrence Kasdan                  |
| 1994 | Junior                                               | Junior                                             | Ivan Reitman                     |
| 1995 | Egy igaz ügy                                         | Just Cause                                         | Arne Glimcher                    |
| 1995 | Vírus                                                | Outbreak                                           | Wolfgang Petersen                |
| 1995 | Francia csók                                         | French Kiss                                        | Lawrence Kasdan                  |
| 1995 | Waterworld – Vízivilág                               | Waterworld                                         | Kevin Reynolds, Kevin Costner    |
| 1995 | Változások kora                                      | Restoration                                        | Michael Hoffman                  |
| 1996 | Szemet szemért                                       | Eye for an Eye                                     | John Schlesinger                 |
| 1996 | Az esküdt                                            | The Juror                                          | Brian Gibson                     |
| 1996 | Legbelső félelem                                     | Primar Fear                                        | Gregory Hoblit                   |
| 1996 | Elektrosokk                                          | The Trigger Effect                                 | David Koepp                      |
| 1996 | Space Jam – Zűr az űrben                             | Space Jam                                          | Joe Pytka                        |
| 1996 | Szép kis nap!                                        | One Fine Day                                       | Michael Hoffman                  |
| 1997 | Romy és Michele – Szőkébe nem üt a mennykő           | Romy and Michele's High School Reunion             | David Mirkin                     |
| 1997 | Apák napja                                           | Father's Day                                       | Ivan Reitman                     |
| 1997 | Álljon meg a nászmenet!                              | My Bestfriend's Wedding Day                        | P. J. Hogan                      |
| 1997 | Az ördög ügyvédje                                    | The Devil's Advocate                               | Taylor Hackford                  |
| 1997 | A jövő hírnöke                                       | The Postman                                        | Kevin Costner                    |
| 1998 | Tökéletes gyilkosság                                 | A Perfect Murder                                   | Andrew Davis                     |
| 1999 | Oltári nő                                            | Runaway Bride                                      | Garry Marshall                   |
| 1999 | Hetedik érzék                                        | Stir of Echoes                                     | David Koepp                      |
| 1999 | Hatodik érzék                                        | The Sixth Sense                                    | M. Night Shyamalan               |
| 1999 | Dilidoki                                             | Mumford                                            | Lawrence Kasdan                  |
| 1999 | Hó hull a cédrusra                                   | Snow Falling on Cedres                             | Scott Hicks                      |
| 1999 |                                                      | Wayward Son                                        | Randall Harris                   |
| 2000 | Dínó                                                 | Dinosaur                                           | Eric Leighton, Ralph Zondag      |
| 2000 | A sebezhetetlen                                      | Unbreakable                                        | M. Night Shyamalan               |
| 2000 | Jég és föld között                                   | Vertical Limit                                     | Martin Campbell                  |
| 2001 | Atlantisz – Az elveszett birodalom                   | Atlantis - The Lost Empire                         | Gary Trousdale, Kirk Wise        |
| 2001 | Amerika kedvencei                                    | America's Sweethearts                              | Joe Roth                         |
| 2002 | Totál káosz                                          | Big Trouble                                        | Barry Sonnenfeld                 |
| 2002 | Jelek                                                | Signs                                              | M. Night Shyamalan               |
| 2002 | Feltétlen szeretet                                   | Unconditional Love                                 | P. J. Hogan                      |
| 2002 | Császárok klubja                                     | The Emperor's Club                                 | Michael Hoffman                  |
| 2002 | A kincses bolygó                                     | Treasure Planet                                    | Ron Clements, John Musker        |
| 2003 | Álomcsapda                                           | Dreamcather                                        | Lawrence Kasdan                  |
| 2003 | Pán Péter                                            | Peter Pan                                          | P. J. Hogan                      |
| 2004 | Hidalgo – A tűz óceánja                              | Hidalgo                                            | Joe Johnston                     |
| 2004 | A falu                                               | The Village                                        | M. Night Shyamalan               |
| 2004 | Collateral – A halál záloga                          | Collateral                                         | Michael Mann                     |
| 2005 | A tolmács                                            | The Interpreter                                    | Sydney Pollack                   |
| 2005 | Batman: Kezdődik!                                    | Batman Begins /társzeneszerző: Hans Zimmer/        | Christopher Nolan                |
| 2005 | King Kong                                            | King Kong                                          | Peter Jackson                    |
| 2006 | A bűn színe                                          | Freedomland                                        | Joe Roth                         |
| 2006 | Rumlis vakáció                                       | RV                                                 | Barry Sonnenfeld                 |
| 2006 | Lány a vízben                                        | Lady in the Water                                  | M. Night Shyamalan               |
| 2006 | Véres gyémánt                                        | Blood Diamond                                      | Edward Zwick                     |
| 2007 | A kulcsfigura                                        | The Lookout                                        | Scott Frank                      |
| 2007 | Michael Clayton                                      | Michael Clayton                                    | Tony Gilroy                      |
| 2007 | Legenda vagyok                                       | I Am Legend                                        | Francis Lawrence                 |
| 2007 | Én kicsi szörnyem – A mélység legendája              | The Water Horse - Legend of the Deep               | Jay Russell                      |
| 2007 | Charlie Wilson háborúja                              | Charlie Wilson's War                               | Mike Nichols                     |
| 2007 | Érvek és életek                                      | The Great Debaters                                 | Denzel Washington                |
| 2008 | Van az a pénz, ami megbolondít                       | Mad Money                                          | Callie Khouri                    |
| 2008 | A sötét lovag                                        | The Dark Knight /társzeneszerző: Hans Zimmer/      | Christopher Nolan                |
| 2008 | Az esemény                                           | The Happening                                      | M. Night Shyamalan               |
| 2008 | Ellenállók                                           | Defiance                                           | Edward Zwick                     |
| 2009 | Egy boltkóros naplója                                | Confessions of a Shopaholic                        | P. J. Hogan                      |
| 2009 | Kettős játék                                         | Duplicity                                          | Tony Gilroy                      |
| 2009 | Giallo                                               | Giallo                                             | Dario Argento                    |
| 2010 | Nanny McPhee és a nagy bumm                          | Nanny McPhee and The Big Bang                      | Susanne White                    |
| 2010 | Salt ügynök                                          | Salt                                               | Phillip Noyce                    |
| 2010 | Az utolsó léghajlító                                 | The Last Airbender                                 | M. Night Shyamalan               |
| 2010 | Lélegezz!                                            | Inhale                                             | Baltasar Kormákur                |
| 2010 | Szerelem és más drogok                               | Love and Other Drugs                               | Edward Zwick                     |
| 2010 | Az utazó                                             | The Tourist                                        | Florian Henckel von Donnersmarck |
| 2011 | Larry Crowne                                         | Larry Crowne                                       | Tom Hanks                        |
| 2011 | Vizet az elefántnak                                  | Water for Elephants                                | Francis Lawrence                 |
| 2011 | Zöld darázs                                          | The Green Hornet                                   | Michel Gondry                    |
| 2011 | Gnómeó és Júlia                                      | Gnomeo & Juliet                                    | Kelly Asbury                     |
| 2011 | Zöld Lámpás                                          | Green Lantern                                      | Martin Campbell                  |
| 2011 | Egy drága társ                                       | Darling Companion                                  | Lawrence Kasdan                  |
| 2012 | Az éhezők viadala                                    | The Hunger Games                                   | Gary Ross                        |
| 2012 | Hófehér és a vadász                                  | Snow White and The Huntsman                        | Rupert Sanders                   |
| 2012 | A Bourne-hagyaték                                    | The Bourne Legacy                                  | Tony Gilroy                      |
| 2013 | A Föld után                                          | After Earth                                        | M. Night Shyamalan               |
| 2013 | Parkland                                             | Parkland                                           | Peter Landesman                  |
| 2013 | Az éhezők viadala: Futótűz                           | The Hunger Games: Catching Fire                    | Francis Lawrence                 |
| 2014 | Demóna                                               | Maleficent                                         | Robert Stromberg                 |
| 2014 |                                                      | Cut Bank                                           | Matt Shakman                     |
| 2014 | Az éhezők viadala: A kiválasztott – 1. rész          | The Hunger Games: Mockingjay Part 1                | Francis Lawrence                 |
| 2014 | Éjjeli féreg                                         | Nightcrawler                                       | Dan Gilroy                       |
| 2014 | Gyalogáldozat                                        | Pawn Sacrifice                                     | Edward Zwick                     |
| 2015 | Az éhezők viadala: A kiválasztott – Befejező rész    | The Hunger Games: Mockingjay Part 2                | Francis Lawrence                 |
| 2015 | Sérülés                                              | Concussion                                         | Peter Landesman                  |
| 2016 | A Vadász és a Jégkirálynő                            | The Huntsman: Winter's War                         | Cedric Nicolas-Troyan            |
| 2016 | Legendás állatok és megfigyelésük                    | Fantastic Beasts and Where to Find Them            | David Yates                      |
| 2017 | Detroit                                              | Detroit                                            | Kathryn Bigelow                  |
| 2017 | A jogdoktor                                          | Roman J. Israel, Esq.                              | Dan Gilroy                       |
| 2018 | Vörös veréb                                          | Red Sparrow                                        | Francis Lawrence                 |
| 2018 | A diótörő és a négy birodalom                        | The Nutcracker and the Four Realms                 | Lasse Hallström, Joe Johnston    |
| 2018 | Legendás állatok: Grindelwald bűntettei              | Fantastic Beasts: The Crimes of Grindelwald        | David Yates                      |
| 2019 | Egy rejtett élet                                     | A Hidden Life                                      | Terrence Malick                  |
| 2020 |                                                      | The Last Ice                                       | Scott Ressler                    |
| 2020 | A kapitány küldetése                                 | News of the World                                  | Paul Greengrass                  |
| 2021 | Raya és az utolsó sárkány                            | Raya and the Last Dragon                           | Don Hall, Carlos López Estrada   |
| 2021 | Dzsungeltúra                                         | Jungle Cruise                                      | Jaume Collet-Serra               |
| 2022 | Legendás állatok: Dumbledore titkai                  | Fantastic Beasts: The Secrets of Dumbledore        | David Yates                      |
| 2023 | A fájdalom ügynökei                                  | Pain Hustlers                                      | David Yates                      |
| 2023 | Az éhezők viadala: Énekesmadarak és kígyók balladája | The Hunger Games: The Ballad of Songbirds & Snakes | Francis Lawrence                 |

### Televíziós sorozatok
- 1994: Vészhelyzet (1 epizód)
- 1998: From the Earth to the Moon (1 epizód)
- 2000–01: Gideon's Crossing
- 2000: HBO First Look (1 epizód)
- 2015: What Lives Inside (4 epizód)
- 2017: A Series of Unfortunate Events (5 epizód)
- 2020: Cine Chalom (1 epizód)
- 2020: Emily Párizsban (10 epizód)
- 2022: Light & Magic (6 epizód)
- 2022: Willow (3 epizód)
- 2023: All the Light We Cannot See (4 epizód)

### Rövidfilmek
- 2002: De entre los zapatos
- 2007: Unsound
- 2009: Wings Over the Rockies
- 2010: The Last Shot 2
- 2011: LEGO Green Lantern
- 2017: The Lotto
- 2017: Mario and Luigi's Almost Not-so Near Death Experience
- 2018: Saved
- 2019: Tiffany + Chucky

### Videóklipek
- 1981: Elton John – Fanfare
- 1985: David Pack – Prove Me Wrong
- 1989: Jody Watley – Everything
- 1991: Barbra Streisand – Places That Belong to You
- 1991: Kenny G – Theme From Dying Young
- 1997: Kenny Loggins – For the First Time
- 1999: Vonda Shepard & Emily Saliers – Baby, Don't You Break My Heart Slow
- 2001: Atlantis: The Lost Empire – Viking Prologue
- 2003: Making 'Signs'
- 2006: Reflections of Lady in the Water
- 2008: Batman: The Dark Knight
- 2010: The Cover-Up

### Videójátékok
- 2018: Ancestors: The Humankind Odyssey (amerikai változat)